# Ларингальные согласные
Ларинга́льные согласные, или ларинга́лы (от греч. λάρυγξ «гортань») — согласные звуки, артикулируемые в горле. Ларингалы подразделяются на глоттальные согласные, которые образуются в голосовой щели, и эпиглоттальные, при артикуляции которых вход в гортань прикрывается надгортанником. Глоттальные согласные встречаются во многих языках, эпиглоттальные распространены меньше и встречаются в семитских языках и языках Кавказа.